# Infa-Riot
Gli Infa-Riot (o Infa Riot, noti dal 1984 col nome INFAS) sono un gruppo musicale skinhead Oi!. Il loro stile appare ispirato soprattutto a Sex Pistols e Clash. Hanno inciso tre album e partecipato a numerose raccolte di brani Oi!.

## Storia degli Infa-Riot
Gli Infa-Riot nacquero nel 1979. Il nome era un'abbreviazione di "In For a Riot" ("pronti alla rissa"). La loro prima esibizione dal vivo fu come supporter degli Angelic Upstarts. Anche grazie alla reciproca ammirazione nata fra loro e gli Angelic, gli Infa Riot iniziarono a diventare piuttosto famosi nell'underground inglese.
I loro primi brani pubblicati, Riot Riot e We Outnumber You, apparvero nella raccolta Strength Thru Oi! (1981). Seguì, nello stesso anno, il singolo Kids Of The '80's/Still Out Of Order, che raggiunse la posizione numero 2 nelle classifiche indie inglesi.
Nel 1982 pubblicarono un nuovo singolo e il loro primo album, Still Out Of Order. In questo periodo gli Infa Riot divennero una delle band più apprezzate dal pubblico degli skinhead e dei punk inglesi.
Nel 1983 furono coinvolti in una rissa con la road crew della band skinhead degli Skrewdriver.
Nel 1984, dopo aver cambiato il proprio nome in INFAS, pubblicarono un nuovo singolo e un nuovo album, Sound and Fury. Da allora il gruppo si deve considerare sciolto, sebbene siano stati fatti alcuni tentativi di "reunion".

## Formazione
- Lee Wilson, voce
- Floyd Wilson, basso
- Barry D'Amery, chitarra
- Mark Reynolds, batteria

## Discografia

### Album in studio
- 1982 - Still Out of Order
- 1984 - Sound and Fury

### Raccolte
- 1999 - In for a Riot

### Partecipazioni a raccolte
- 1997 - Lords of Oi!
- 1997 - 100% British Oi!
- 1998 - Lords of Oi!
- 1998 - 100% British Oi!
- 1999 - Punk, Proud & Nasty
- 1999 - Oi! This Is England
- 1999 - Best of Oi! Volume 1
- 1999 - 100% British Punk
- 2000 - Strength Thru Oi!
- 2000 - Oi: The Tin
- 2000 - Oi! The Singles Collection Volume 1
- 2000 - Oi! Fuckin Oi!
- 2000 - Oi! Chartbusters Volume 1
- 2000 - Oi! Chartbusters Volume 2
- 2000 - Carry on Oi!
- 2001 - Trouble on the Terraces
- 2001 - The Entire History of Punk
- 2002 - Secret Records: The Punk Singles Collection
- 2002 - Oi! Chartbusters Volume 3
- 2002 - Oi! Chartbusters Volume 4